# Camille Vidart
Camille Vidart (Divonne-les-Bains, 14 februari 1854 - Genève, 28 juni 1930) was een Frans-Zwitserse onderwijzeres, feministe en pacifiste.

## Biografie

### Afkomst, opleiding en vroege carrière
Camille Vidart was een dochter van Alphonse Vidart, een arts, en van Jeanne-Louise Vaucher. Ze bracht haar jeugd door bij een tante in Genève. Ze volgde een opleiding als lerares talen aan de Universiteit van Lyon en gaf vervolgens vanaf 1875 les in Genève. Vanaf 1880 zou ze ook lesgeven aan de hogere meisjesschool van Zürich, waar ze de roman Heidi van Johanna Spyri naar het Frans zou vertalen. Van 1884 tot 1886 gaf ze vervolgens les aan de Vinetschool in Lausanne.

### Feministe
Bij haar terugkeer naar Genève werd ze lid van de Fédération abolitionniste internationale. In 1891 vervolgens werd ze lid van de progressieve vrouwenorganisatie Union des femmes de Genève, waarvan ze in 1892 vicevoorzitster was en nadien van 1898 tot 1902 voorzitster, als opvolgster van Emilie Lasserre. In 1896 organiseerde ze in Genève het eerste congres voor vrouwenbelangen, in de marge van de nationale tentoonstelling die er toen plaatsvond. In de daaropvolgende jaren zette ze zich in voor de oprichting van een Zwitserse overkoepelende vrouwenorganisatie. In 1900 richtte ze samen met enkele andere voorzitsters van zowel Romandische als Duitstalige Zwitserse vrouwenorganisaties de Bund Schweizerischer Frauenvereine (BSF) op. Ze bleef lid van het bestuur van de BSF tot 1908. Van 1899 tot 1904 was ze secretaresse van de International Alliance of Women.
Vidart was ook een pionier in de strijd voor de invoering van het vrouwenstemrecht in Zwitserland. In 1907 richtte ze samen met Auguste de Morsier de Association genevoise pour le suffrage féminin op. In 1909 vervolgens was ze een medeoprichtster van het Schweizerischer Verband für Frauenstimmrecht.
Daarnaast opende Vidart in 1910 ook een arbeidstersrestaurant en een arbeidsbureau. Ze vocht altijd voor sociale rechtvaardigheid en werkte voor verschillende hervormingsgezinde kranten.

### Pacifiste
Na het uitbreken van de Eerste Wereldoorlog werd Vidart als overtuigde pacifiste lid van de Union mondiale de la femme pour la concorde internationale en van de Women's International League for Peace and Freedom.

## Trivia

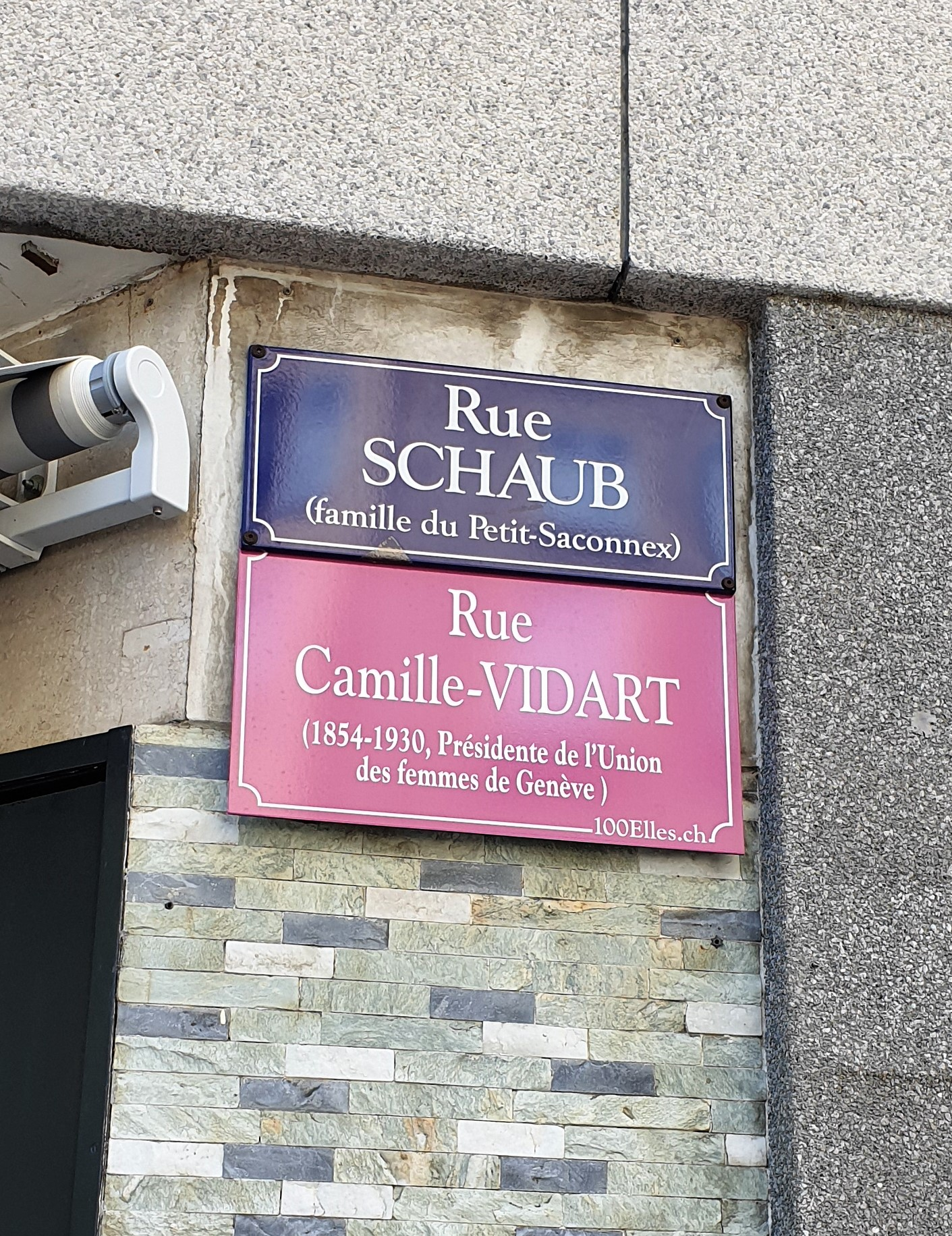
Alternatief straatnaambord van de actie 100Elles* in Genève, 2019.

- In 2019 werd in Genève door de actie 100Elles* een alternatief straatnaambord opgericht ter ere van Camille Vidart.